# نصب الشهيد (الكويت)
نصب الشهيد، نصب تذكاري كويتي، أزاح أمير الكويت الشيخ صباح الأحمد الجابر الصباح الستار عنه بحفل رسمي أقيم في 4 مارس 2015، وهو مجسم زجاجي بارتفاع سبعة أمتار، ويعد أحد معالم حديقة الشهيد في وسط الكويت العاصمة، وقد شُيّد في ذكرى شهداء الكويت.